# Geben-Schueser

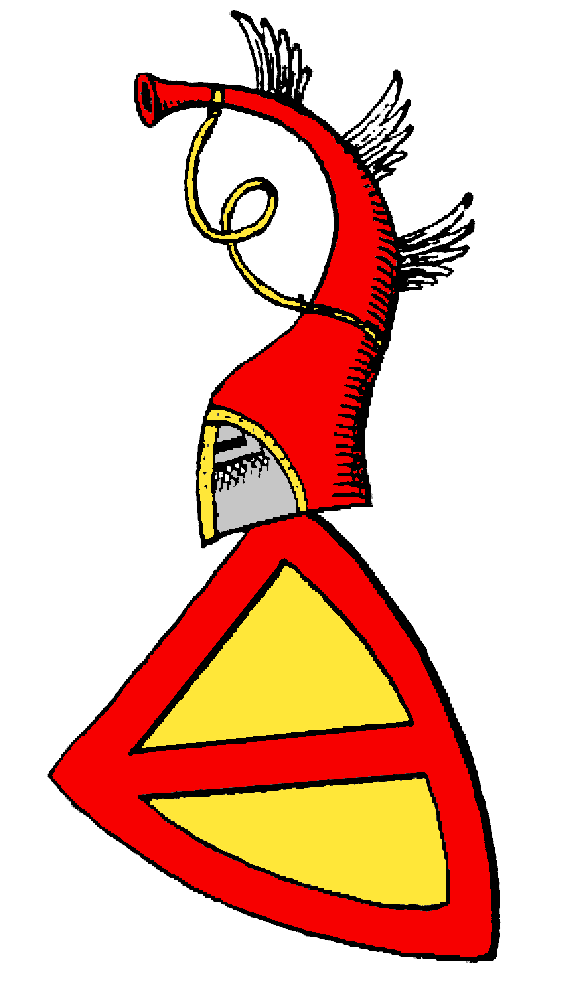
Stammwappen der Geben-Schüser – später Schäfer

Das Ministerialadelsgeschlecht Schäfer, ursprünglich (Geben)-Schüser genannt, ist eine Nebenlinie der Herren Geben aus dem damals vorderösterreichischen Freiburg im Breisgau. Sie waren Vögte in Birkingen.

## Herkunft

Auszug einer Urkunde worin Johann Ulrich von Pfirt Johannes Scheffer als „eius famulus“ bezeichnet

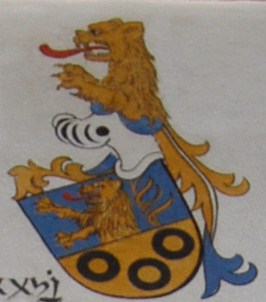
Wappen in der Schlachtkapelle Sempach.

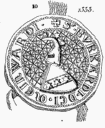
Siegel der Schüser

Das Geschlecht der Schäfer geht auf eine Nebenlinie des weit verzweigten Freiburger Adelsgeschlechts Geben zurück, die ursprünglich den Beinamen Geben-Schueser trug. Nach neuesten Erkenntnissen stammen die Herren Geben ihrerseits von den Herren von Endingen am Kaiserstuhl ab, welche um 1223 aus dem Mittelfränkischen Königheim bei Lauda in den Breisgau kamen.
Da das umfangreiche Urkundenmaterial entweder keine Vornamen und fast zu allen Zeiten die Personen als „Geben, des Geben Sohn“ nennt, ist eine zweifelsfreie Zuordnung bislang nicht möglich. Speziell bei der Linie Geben-Schueser, die sich in die heutige Schreibweise Schäfer wandelte, kommen wechselnde Übernamen sogar bezüglich einer Person vor. So trugen beispielsweise die Kinder aus erster Ehe des Johannes Geben und der Guota von Urberg den Übernamen Luellech, der Sohn aus zweiter Ehe mit der Tochter des Ritters Egelolf Küchlin den Übernamen Schüser. Dass es sich um ein und dieselbe Person handelt, geht daraus hervor, dass ihn sein Schwiegervater Egelolf Küchlin 1315 selbst als Johannes „Lülche“ Geben bezeichnete.
In einer lateinisch verfassten Urkunde von Jahr 1399 bürgt Johann Ulrich von Pfirt für „Johanes Scheffer eius familia“. Dieses Verwandtschaftsverhältnis bestand darin, dass der Grossvater des Johann Ulrich von Pfirt, der Ritter Ulrich von Pfirt, mit Clara Münzmeister verheiratet war, die dem Geschlecht der Herren Geben in Freiburg, genannt Münzmeister, zugeordnet werden dürfte. In einer Urkunde aus dem Jahr 1387 erscheint ein „Heinz Scheffer“ als Richter in Forchheim. In der Nachbargemeinde Endingen am Kaiserstuhl hatte die Linie der Geben-Müller Besitzungen, womit nicht unwahrscheinlich ist, dass dieser dort genannte Richter Heinz Scheffer ebenfalls der Geben-Schüser-Linie zuzuordnen ist.
Auch im Berner Raum gab es ein Adelsgeschlecht gleichen Namens. Ob und inwiefern diese beiden Familien miteinander zusammenhängen, ist bislang nicht erforscht.

## Sitz
Ursprünglicher Sitz der Familie war das Schloss Umkirch. Durch die Expansion der Linie zog ein Familienzweig, der zur Differenzierung als „Schüser“, „Schuiser“, „Schaller“ (vermutet), „Schäffrer“, „Scheffer“ und schliesslich als Schäfer bezeichnet wurde, in das Stadtzentrum von Freiburg. In der Urkunde heißt es: „...ab einem huse, heisset zem Langen, ist gelegen uf dem kilchhof ze Friburg in der alten statt zwischen herrn Luitfrides Schuisers eins ritters huse und dem huse zem Juden…“.[14] Mit „Kilchhof“ dürfte der heutige Münsterplatz gemeint sein, somit war es wahrscheinlich eines der drei älteren Häuser, abgebrochen 1756 von der Gesellschaft „Zum Ritter“, die an dieser Stelle das repräsentative Haus „Zum Ritter“ errichtete. Das Gebäude befand sich an der Südseite des Münsterplatzes rechts neben dem alten Kaufhaus in exklusiver Lage, was für den einstigen Einfluss der Familie spricht.
Nachkommen der Linie leben heute im Gebiet der ehemaligen Grafschaft Hauenstein. Auch Teile des ehemaligen Rittergutes Cronheim sind in ihrem Besitz.

## Namensentwicklung
Der Familienname wechselte im Laufe der Jahrhunderte von Geben über Geben-Schüser, Schüffer, Schäffrer, Scheffer zur endgültigen Schreibweise Schäfer. Erstmals tritt die von Schüser in Schäfer abgewandelte Namensform bei Ludwig, dem Sohn Lütfrits auf. Er wird unter den gefallenen Edelherren des Breisgaus bei der Schlacht bei Sempach nach der „Breisgau’schen Liederhandschrift“ von 1445, die durch die Nähe zum Geschehen als zuverlässigste Quelle über die Gefallenen dieser Region Aufschluss gibt, als Lüthold Schäffrer bezeichnet. Bei dessen Sohn, möglicherweise auch Bruder, Johannes tritt der Familienname Scheffer verstärkt auf. Dessen Sohn bezeichnete sich selbst in einer Urfehde der Deutschordenskommende Beuggen als Johannes „Witwen Sohn von Weitbruch“. Die insgesamt drei vorhandenen Urkunden über Misshellungen zwischen den Deutschen Ordensrittern und Johannes Scheffer, die im Beuggener Kopialbuch zusammengefasst sind, tragen die Überschrift „Dise brife sagent von dem Scheffer“, was verdeutlicht, dass sich diese Namensbezeichnung letztlich durchgesetzt hatte.

## Wappen

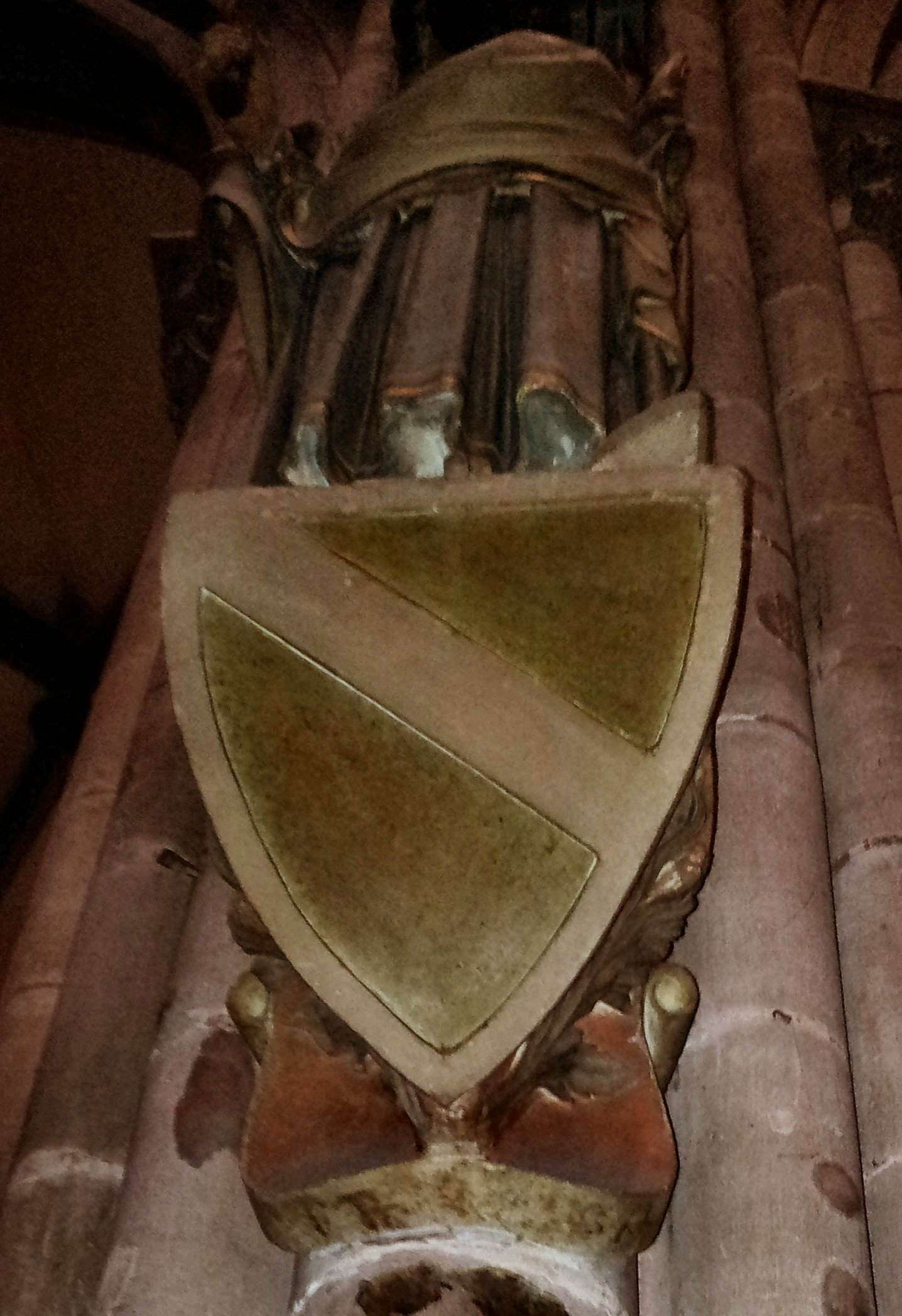
Stammwappen der Herren Geben im Freiburger Münster

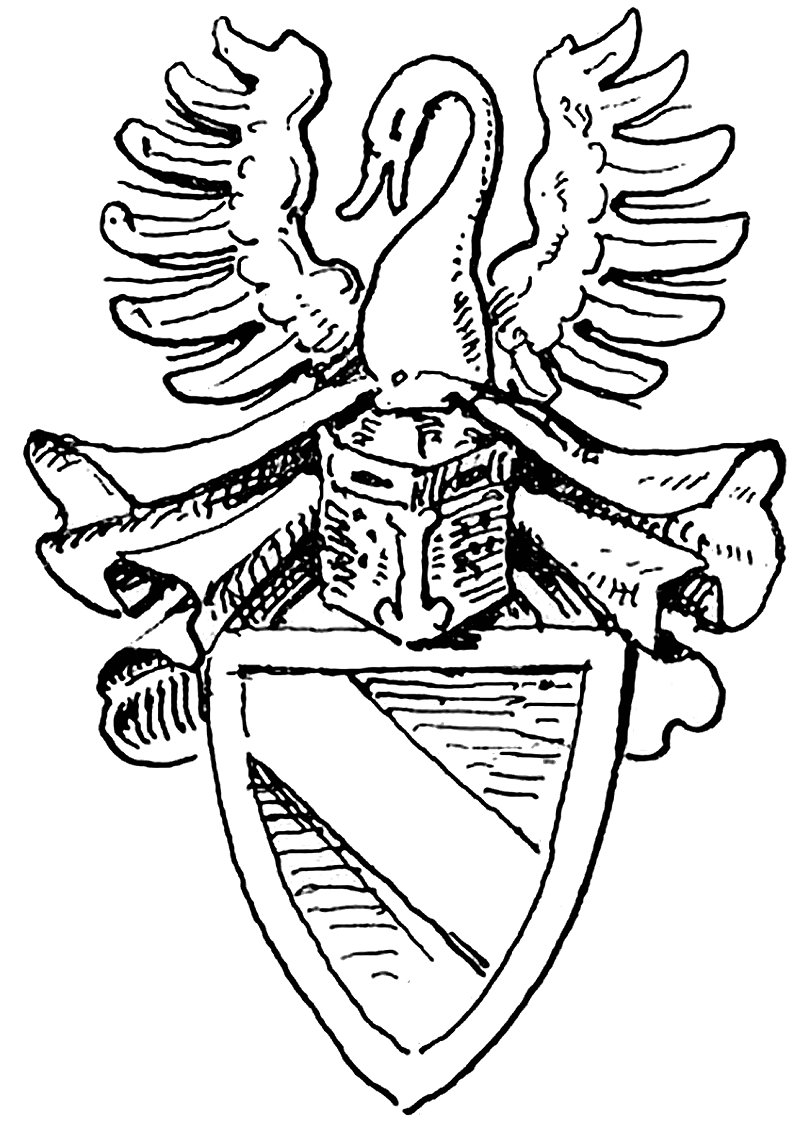
Wappen des Ritters Lutfrid Geben genannt der Schuser aus dem Zweige Geben-Schuser zu Freiburg i. Br.

Das Wappen der Herren Schäfer geht auf das Stammwappen der Herren Geben-Schüser zurück, die Stammes- und Wappengenossen der Herren Meyer-Niessen waren. Die Geben führten im rot gerandeten goldenen Schild einen roten Schrägrechtsbalken. Als Helmzimier führte die Linie der Schüser ein mit drei Federbüscheln bestecktes Hifthorn mit Fessel.
Adolf Poinsignon gibt 1886 in Band 13 der Jahreshefte des Breisgau-Geschichtsvereins Schauinsland in seinem Aufsatz „Wappentafel der bei Sempach gefallenen Angehörigen des Breisgauischen Adels“ unter dem Eintrag "Ritter Lutfrid Geben genannt der Schuser aus dem Zweige Geben-Schuser" die Zweige Sigstein, Müntzmeister, Baner und Schuser der Herren Geben sowie die Blasonierung deren Wappens wie folgt an: 
„In blau ein silberner Recht(s)balken, Schildesrand von Gold; Schwanenhals und Decke weiß, Schnabel gelb, Zunge roth. Die Decke blau gefüttert mit goldener Borte.“

## Geschichte

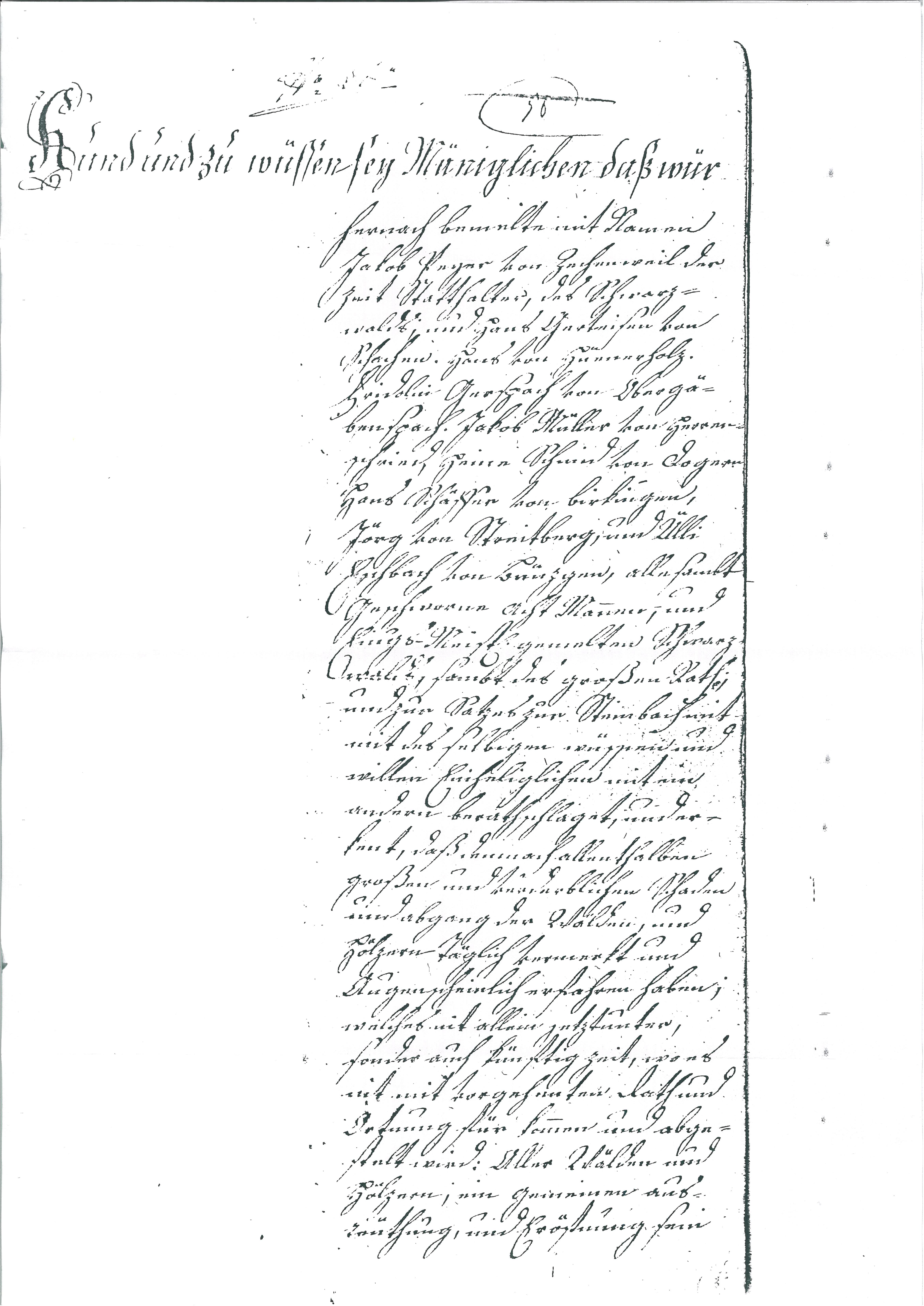
Bericht des Einungsmeister Hanss Scheffer bzgl. der Hauensteiner Letzen, 1544

Aus der Nebenlinie der Geben mit dem Beinamen Schüser entwickelte sich die Schreibweise Schäffrer, Schaffer und Scheffer, was schliesslich in der Neuzeit zu Schäfer wurde. Aufgekommen ist die veränderte Schreibweise des Beinamens Schüser durch den spätestens ab 1356 als Ritter bezeichneten Lütfrid Schüser. Dieser war der Sohn des Junkers Johannes Schüser und der Tochter des Ritters Lütfried Aetscher, wodurch der bei den Aetschers geläufige Vornamen Lütfried auch bei den Schüsers in Mode kam. Dieser Lütfried Schüser erscheint neben zahlreichen Nennungen im Rat der Stadt Freiburg in zwei Urkunden des Grafen Egen von Freiburg 1365, worin der Ritter „Lütpfrit Schüser“ (was auch als Schüfer gelesen werden kann) den Handel zwischen Egino von Freiburg und dessen Gemahlin Verena von Neuchatel über die Finanzierung des Kaufs des Herrschaftsanteils an Freiburg von der Tochter seines verstorbenen Bruders Friderich, der Gräfin Clara von Tübingen für 1000 Mark Silber, bezeugt. Nochmals erscheint er am 20. Dezember 1374 als Bürge eines Darlehens des Egino von Freiburg. In dieser Urkunde verspricht Egino von Freiburg seinen Bürgen, darunter Lütfrit Schäfer, sie für ihre Bürgschaft schadenfrei zu halten. Interessant sind diese beiden Urkunden, da die Stadt Freiburg zu den Grafen von Freiburg ein gespanntes Verhältnis hatte. Diese Urkunden jedoch erwecken den Eindruck, als hätte Graf Egino von Freiburg ein enges Verhältnis zu Lütfrit Schüser, dem Freiburger Ratsmitglied, gepflegt.
Bereits wenige Jahre zuvor, 1368, war Egino genötigt worden, die Herrschaft über die Stadt Freiburg an deren Bürgerschaft zu verkaufen. Neue Herren über die Stadt Freiburg wurden die Habsburger. Dies bewog wohl Lütfrit und seinen Sohn Ludwig, sich den neuen Herren über die Stadt sowie dem aufstrebenden Haus der Markgrafen von Hachberg anzunähern. Dies war umso nötiger, als Egino von Freiburg am 23. August 1385 starb und dessen zwölfjährige Tochter Anna kurz danach von ihrem Bruder, Graf Konrad III. von Freiburg, durch Heiratsabsprache mit Markgraf Rudolf III. von Hachberg-Sausenberg diesem versprochen wurde.

### Verlust der Adelsprivilegien

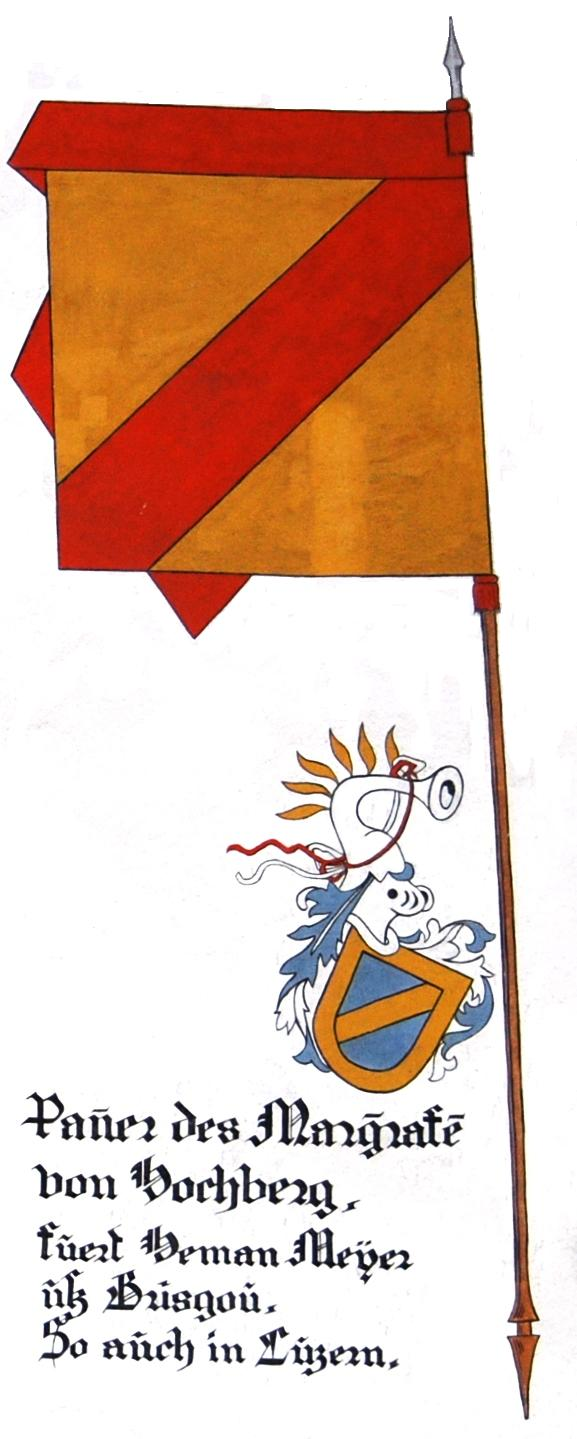
Schlachtbanner der Markgrafen von Baden und des Bannerträgers Henman Meyer-Niessen (Stammesgenossen der Geben)

Die Annäherung an das Haus Habsburg zahlte Lütfrits Sohn Ludwig (1377 erstmals Ritter genannt), wahrscheinlich im Gefolge des Markgrafen Otto I. von Hachberg, dessen Schlachtbanner der stammesverwandte Henman Meyer-Niessen zur Schlacht bei Sempach trug, mit seinem Leben. Zahlreiche Chroniken und Verlustlisten dieser Schlacht erwähnen ihn dort mit den verschiedensten Abwandlungen des Vor- und Familiennamens. Sein Vater Lütfrit starb 1391 über 70-jährig, fünf Jahre nach seinem Sohn. Der Sohn Ludwigs, Johannes, war zum Zeitpunkt der Schlacht von Sempach noch zu jung, um daran teilzunehmen.
Theodor von Liebenau nennt 1886 in seinem Werk „Die Schlacht bei Sempach. Gedenkbuch zur fünften Säcularfeier. Im Auftrage des h. Regierungrathes des Kantons Luzern“ als Ergänzung aus „Etterlins Verzeichnis der Gefallenen ...aus dem Brissgow und Elsass und Schwoben“ auf Seite 229 u. a. einen Syfrid Schuser.
Zum Ende des 14. Jahrhunderts verschwindet dieser Familienzweig von der Bildfläche. Der Grund ist, dass der Zuzug zur Schlacht bei Sempach einen Grossteil, wenn nicht gar das ganze Vermögen verschlungen hatte. Beispiele dafür finden sich genügend, so sehen wir wohl als Folge dieser Niederlage auch umfangreiche Verkäufe des Freiburger Geschlechts der Malterer, darunter Herrschaft Hachberg für 1500 Mark Silber sowie die Burg und Herrschaft Kastelburg, die Johannes wenige Jahre zuvor erworben hatte. Auch das wohlhabende Geschlecht der Herren von Schönau geriet danach in eine finanzielle Notlage. Anna von Klingenberg, die Witwe des Rudolf von Schönau, musste 1397 aus Geldnot die Pfandrechte über die Herrschaft Hauenstein an den Basler Bürger Jakob Zibol verkaufen, wodurch sie den enormen Finanzbedarf jedoch nur kurzfristig decken konnte. Im Jahre 1400 musste sie eine Reihe weiterer Güter, darunter die Feste Nüw Stein (Neuenstein) mit den Dörfern Gerispach (Gerspach), Slechbach (Schlechtbach), Sweyggmatt (Schweigmatt), Kürem (Kürnberg), Reippach (Raitbach), die Mühle in Hasel, den Hof genannt Sattellege, die Höfe Blumberg, Eychenbrunnen (abgegangener Ort bei Glashütten, Schopfheim), Steinegg (Steinighof) und die Steingrube zu Kürnberg für 2000 Goldgulden den Markgrafen von Baden verkaufen. Nicht viel besser erging es den Erben des Leopold III. von Habsburg, um nur einige Beispiele zu nennen. Der Zuzug zu einer Schlacht war wie ein Lotteriespiel; wurde die Schlacht gewonnen, wurden diejenigen mit Ruhm und Reichtümern bedacht, die tapfer fochten oder viele Söldner stellten. Ging sie verloren, kostete dies oft nicht nur das Leben des Edelmannes, sondern zog häufig auch den finanziellen Ruin der gesamten Familie mit sich. Um sich den Rittertitel zu erhalten, waren die Voraussetzungen, wie zum Beispiel regelmäßige Teilnahme an Turnieren oder standesgemäße Hochzeiten, nicht mehr gegeben.
Durch seinen Vater, Ludwig, hatte Johannes Gelegenheit, mit dem Säckinger Bürger Henmann von Hauenstein, dem Obervogt des Rudolf III. von Hachberg-Sausenberg, ein engeres, vielleicht väterliches Verhältnis zu schliessen. Es war nicht ungewöhnlich, dass die Söhne eines Ritters bereits im Alter von sechs oder sieben Jahren einem verwandten oder befreundeten Ritter zur Ausbildung übergeben wurden (vgl. Ritterschlag). Wie eng dieses Verhältnis war, zeigt sich darin, dass Henmann von Hauenstein die Urfehde, die der junge Johannes Schäfer wegen seiner Gefangennahme auf dem „Stein“ zu Rheinfelden, der alten Festung auf der Rheininsel, der Deutschordenskommende Beuggen schwören musste, durch sein Siegel bekräftigte, so auch Henman von Beuggen. Johannes Schäfer scheint sich zu dieser Zeit wohl überwiegend im Hochrheingebiet zwischen Nollingen, wo Henman von Beuggen ansässig war, und dem Gebiet um Hauenstein aufgehalten zu haben. Laut Ehevertrag zwischen Rudolf III. von Hachberg und seiner Gattin Anna von Freiburg vom 13. Februar 1387 verpflichtete sich Rudolf, Besitzungen zwischen dem Forst und dem Hauenstein und den Gebirgen zu beiden Seiten des Rheins zu erwerben, was ein weiterer Grund für den Aufenthalt des Johannes Scheffer gewesen sein könnte. 1390 finden wir Ego von Hachberg als Waldvogt in der Grafschaft Hauenstein. Wie auch Henman von Beuggen und Johannes Schäfer lag 1394 auch Rudolf von Hachberg mit Peter von Thorberg, dem Burgvogt auf dem Stein zu Rheinfelden, im Streit.
1397 erhob Henman von Hauenstein durch die Erbschaft seiner Gattin Else Sweininger Anspruch auf den Laienzehnt in Möhlin. Dies führte zu Streitigkeiten mit seinem Dienstherrn Markgraf Rudolf III. von Hachberg-Sausenberg, der ebenfalls Anspruch darauf erhob. Daraufhin scheint sich Johannes Schäfer von Henman von Hauenstein distanziert zu haben, denn 1399, wieder im Streit mit der Deutschordenskommende Beuggen, verpflichteten sich Johannes Ulrich von Pfirt und dessen Vasall Johannes Schäfer zu einer Zahlung von 13 Pfund, 14 Schilling und 6 Pfennig an die Deutschordenskommende in Beuggen wegen eines Schafhandels an den Orden.
Dieser Johannes Ulrich von Pfirt stand in Diensten des Bernhard von Thierstein, der wiederum ein Vasall des Markgrafen Bernhard von Baden war. Diesem war es gelungen, die beiden Linien Baden und Hachberg wieder zu vereinen. Johannes Schäfer hielt sich nun wieder im Markgräflerland auf, wo die Herren von Pfirt Besitzungen hatten.

## Die Linie Schäfer–Hauenstein

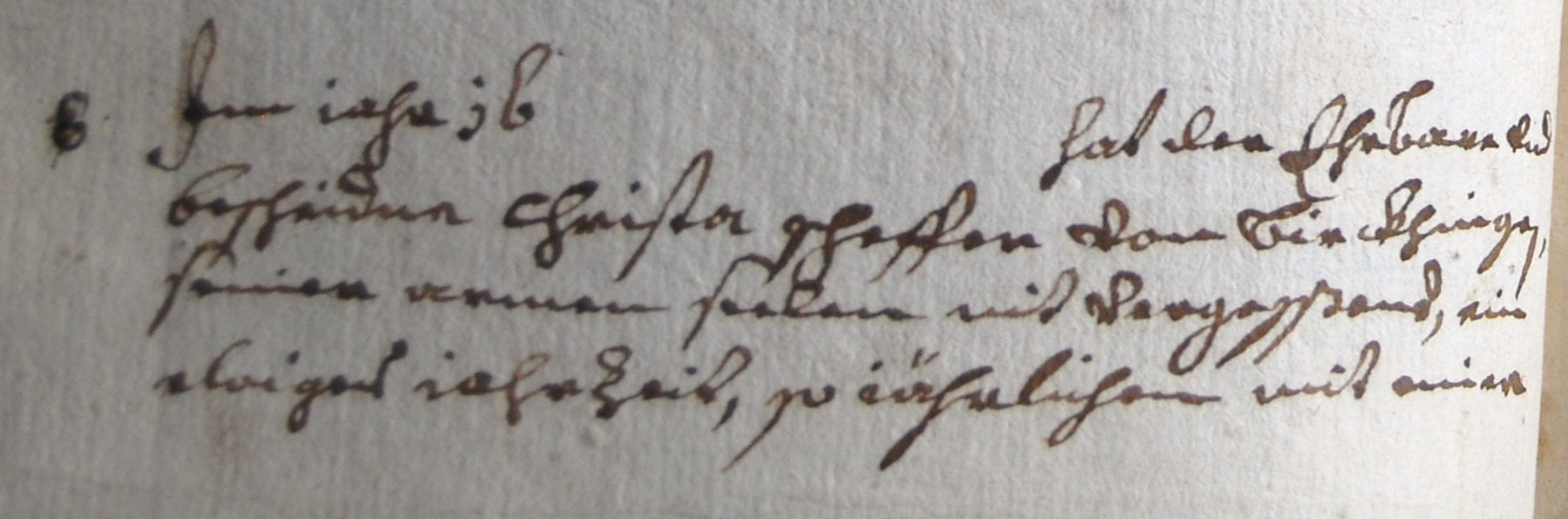
Jahrzeit des „Erhabenen und bescheidenen Christian Scheffer“

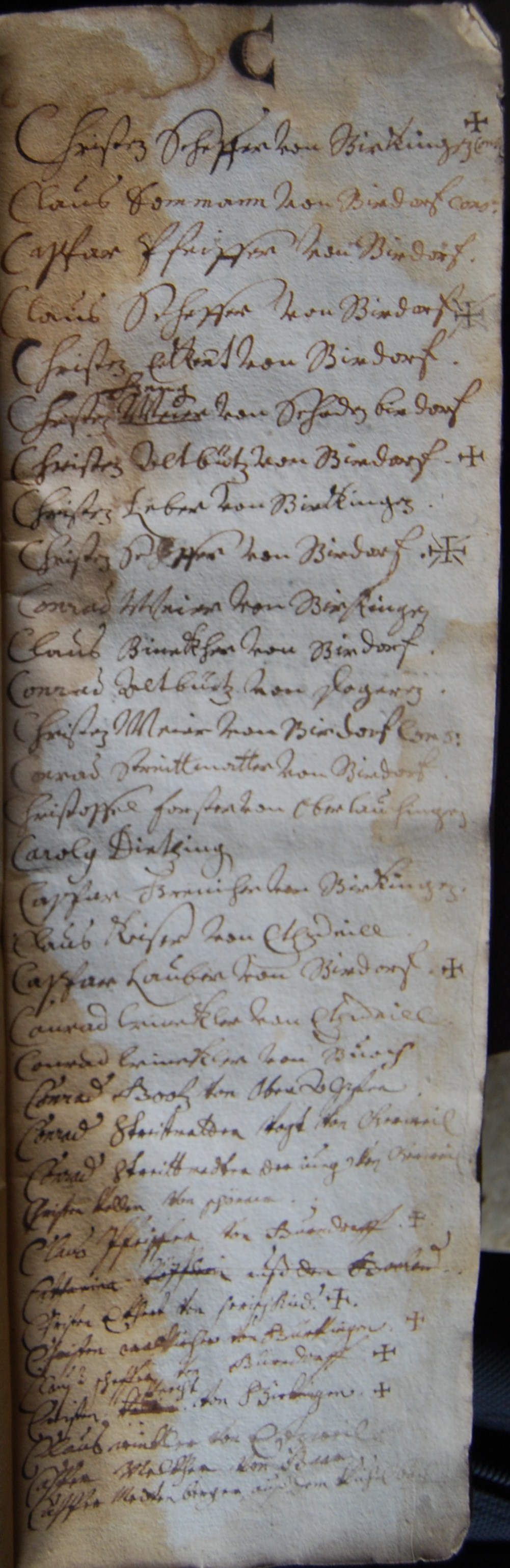
Auszug Mitgliederverzeichnis der Rosenkranzbruderschaft

Als Folge der Ereignisse der Fehde der Herren von Schauenburg mit Bernhard von Baden von 1402 und 1403 war sein Dienstherr Johann Ulrich von Pfirt im Mai 1402 zu Tode gekommen und das Verhältnis zu den Markgrafen von Baden angespannt. Johannes Schäfer zog sich zurück in das Gebiet am Hochrhein, wo Herman von Hauenstein noch 1403 nachweislich lebte. Gut möglich, dass ihm die Markgrafen von Hachberg ermöglichten, sich in deren hauensteineschen Pfandschaft niederzulassen, die zu jener Zeit durch Volksunruhen gegen das Kloster St. Blasien in Aufruhr waren. Weitere urkundliche Erwähnungen von ihm nach der Zeit von 1400 sind bislang nicht bekannt. Möglicherweise, urkundlich bisher jedoch nicht nachweisbar, konnte er dort auf alte Rechte oder Besitzungen der Guota von Urberg, Gönnerin des Klosters Oberried und Ehefrau des Johannes Geben genannt Lüllech, zurückgreifen, die aus dieser Gegend stammte. Gestützt wird diese Annahme zum einen durch die Verkaufsurkunde des Johannes Klingelhut und seiner Frau Sylie. Darin verkauften sie am 8. August 1318 eine Wiese in Kirchzarten, die nach ihrer früheren Besitzerin der „Birchidörferin Brühl“ (wohl hergeleitet von Birkendorf oder Birndorf, beides Lkr. Waldshut wo die Herren Geben-Schüser schliesslich ihren Sitz hatten) benannt war und neben der Wiese der Klosterherren von Oberried lag. Eine „Birchidörfinen“, wohl identisch mit der vorherigen Person, wird in einer Urkunde über die Verleihung des Erblehens eines Hofes in Höchenschwand des St. Blasianischen Abts Ulrich von 1330 als Schwester der „erbaren lüten maier Bertholden von Hächiswande und Hermannen Im Hof“, einem in Birkingen begüterten Geschlecht, bezeichnet. Gut möglich, dass die Herren von Urberg mit den dort genannten Herren Im Hof verwandt waren. Eine frühere Teilung dieser Wiese könnte die beidseitigen Besitzansprüche erklären. Dazu kommt, dass an dieser Wiese Heinrich Meyer-Niessen, Stammesgenossen der Herren Geben einen Anspruch auf Zinseinkünfte davon hatte, deren Gesamtwert mit 18 Mark Silber angegeben ist. Zum anderen hatten die Herren von Urberg urkundlich nachweisbar die Vogtei in Alpfen in der ehemaligen „Einung Birndorf“ der Grafschaft Hauenstein von den Herren von Tegerfelden zu Lehen.
Erst 1465 begegnen wir wieder Johannes Scheffer, als er einen Anteil an die Kirchenglocken zu Waldkirch stiftete. Ob es sich dabei um denselben Johannes Scheffer handelt, der nun etwa 90 Jahre alt gewesen sein müsste, oder um seinen gleichnamigen Sohn, kann bisher nicht zweifelsfrei nachvollzogen werden.
Heinrich Scheffer tritt 1506 als Zeuge einer Schenkung des Heintz Kamerer zugunsten des Gotteshauses in Birndorf auf. Mit der Taufe seines Sohns um 1465 auf den Namen Johannes führte er die langjährige Namenstradition weiter.
Im Deutschen Bauernkrieg stellte sich der gleichnamige Sohn des Birkinger Vogts Hanss Scheffer auf die Seite der Aufständischen, zog gemeinsam mit dem „Hauensteiner Haufen“ gegen das Kloster St. Blasien und verwüstete es. Im Volk genoss er großes Ansehen, was sich in häufigen Erwähnungen als Zeuge, als Vertreter in Angelegenheiten der Birndorfer Einung und als Einungsmeister derselben widerspiegelt.
Neben dem Vogteiamt in Birkingen gehörte den Schäfers ein Hofgut in Birkingen samt umfangreichem Weinbau. Neben dem Vogteiamt finden sich einige Familienmitglieder in der ständischen Selbstverwaltung der Grafschaft Hauenstein als sogenannte Einungsmeister mit Sitz im vorderösterreichischen Landtag.

### Rosenkranzbruderschaft
Auf Bitten des Waldvogts Konrad von Altendorff zu Neuwenhusen, Jakob Appenzeller, Johann Christopf Feltmann und den Junker Balthasar von Steinbockh (wohl Steinbach) wurde am 24. Januar 1628 beim Magister generalis Ordinis Praedicatorum, Franciscus Seraphinus Siccus, zu Rom ersucht, in der Pfarrkirche von Birndorf eine Rosenkranzbruderschaft einzuführen. Zu den Mitgliedern dieser Rosenkranzbruderschaft zählte fast der gesamte Adel der Umgebung. So finden wir Konrad von Altendorf und seine Gemahlin Maria von Breittenlandenberg, Jakob von Schönau und seine Gemahlin Margaretha von Reinach, Johannes Franz von Schönau, Dietrich von Schönau, Johann Kaspar von Schönau, Martin von Haideckh, Ursula Holdermännin von Holderstein, Margaretha von Homburg, geboren von Breittenlandenberg, Christoph Jakob von Mandach, Eva von Mandach, geborene von Haideckh, Lorenz zu Rhein, Maria Agnes zu Rhein, geborene von Rosenbach, Melchior zu Rhein, Johann Balthasar von Steinbockh, Juliana von Steinbockh, geborene von Haideckh, Margaretha von Appetzhofen, geborene Eglossin von Zell, Johannes Christoph Feltmann, Anna Maria Feltmann, geborene von Appetzhofen, Johann Ludwig Feltmann, Christian Schäfer, Nicolaus Schäfer, Johann Jakob Schuler, Georg Hattenbach, Christoph Straubhaar, Christoph Tschudi von Wasserstelz, Friedrich Straubhaar, Franz Ignaz Anton Joseph von Schönau, Franz Christoph Tschudi von Glarus, Franz Augustin Fridolin von Schönau, Georg Sebastian Reinhard von Kagenegg, Waldvogteiamstmeister Feinlin, Johannes Franz Joseph von Schönau, Johann Ulrich Hug von Winterbach, Johann Christoph Straubhaar, Schaffner des Königsfelder Hofs, Johann Heinrich Hermann von Kagenegg, Johann Leopold von Wittenbach und noch andere unter den Mitgliedern der Birndorfer Rosenkranzbruderschaft. Christian Schäfer war „Konsultor“ im Bruderschaftsrat und spendete 15 Gulden für eine Jahrzeit. Der Eintrag beginnt mit: „Im Jahr 16 (wohl der Bruderschaft) hat der Erhabene und bescheidene Christian Scheffer von Birckhingen...“ Das noch vorhandene Mitgliederverzeichnis, das nach den Vornamen gruppiert ist, führt Christian Scheffer als erste Person auf. Ebenso sind dort auch Claus (Nikolaus) Scheffer von Birndorf und Christian von Birndorf genannt.
1621 heiratete Adam Schäfer Anna-Maria Feldmann, Tochter der Anna-Maria von Appetzhofen deren Nachkommen aus dieser Linie noch heute in Birndorf und Birkingen leben.
Die Hauensteinische Linie, unter dem heute üblich geführten Familiennamen Schäfer, hat sich weit zerstreut. Das Herrenhaus des ehemaligen Rittergutes in Cronheim ist heute im Besitz der Familie.

### Urkundliche Erwähnungen Schäfer-Hauenstein
- 1365 – Lütfrid Schüfer tritt als Zeuge des Egino von Freiburg auf[31]
- 1374 – Leutfrit Schüser- allem Anschein nach der bereits o. g. Lütfrid Schüfer; tritt als Bürge für Egino von Freiburg auf[32]
- 1386 – Lüthold Schäffer (der Sohn des vorgenannten) fällt in der Schlacht bei Sempach[33][34]
- evtl. 10. Dez. 1386 – Johans Schaler[35][36]
- 1393 – Johannes Scheffer, schwört dem Deutschen Ritterorden in Beuggen Urfehde[37]
- 1399 – Johannes Ulrich von Pfirt bestätigt Strafzahlung des Johannes Scheffer „eius familia“ an das Kloster in Beuggen[7]
- 1400 – Johannes Scheffer, genannt der Witwen Sohn von Weitbruch, anerkennt Strafzahlung an die Deutschordenskommende Beuggen[38]
- 1465 – Hans Scheffer, der Sohn des vorgenannten Johannes, spendet an die Kirchenglocken in Waldkirch[39]
- 1506 – Heinrich Scheffer tritt als Zeuge einer Schenkung des Heintz Kamerer zugunsten des Gotteshauses in Birndorf auf[40]
- 1525 – Hanss Scheffer, des Vogts Sohn, Aktivist im Bauernkrieg[41]
- 1538 – Hanss und Bastian Scheffer Kauf der Steinbachhöfe[42]
- 1544 – Hanss Scheffer Einungsmeister der Einung Birndorf
- 1554 – Hanss Scheffer, Begehung der Hauensteiner Verteidigungsanlagen[43]
- 1555 – Hanss Scheffer, Festlegung der Beuggischen Zehnteinnahmen in Birkingen[44]
- 1558 – Hanss Scheffer Birkinger Pfründeprozess[45]
- 1567 – Alteinungsmeister Hans und Einungsmeister Andreas Scheffer Birkinger Zehntabgabenprozess[46]
- 1576 – Hans Scheffer, Rechtsstreit um Lehenshof in Steinbach
- 1586 – Schäfer’sche Handel[47]
- 1614 – Claus Scheffer, Zeuge einer Verpfändung
- 1614 – Die hinterblieben des Michael Schäffer überlassen Zinsverschreibung aus 600 Gulden des Hauptguts dem Spital zu Waldshut
- 1644–1648 – Scheffer, Kommissar des Requisitionswesen im Dreissigjährigen Krieg[48]
- 1644? – Christian Scheffer, Rosenkranzbruderschaft
- 1670 – Claus und Andreas Scheffer, Landkauf zu Birkingen[49]
- 1683 – Andreas Scheffer, Urteilssprecher[50]

### Liste der bekannten Vögte und/oder Einungsmeister der Familie Schäfer in der Grafschaft Hauenstein
| Jahr(e) der urkundliche Erwähnungen      | Vorname(n)  | Quelle(n) | Anmerkungen                                                            |
| 1532                                     | Hanss       | handschriftliche Aufzeichnung aus dem Jahre 1532 Pfarrarchiv Dogern | Vogt von Birkingen                                                     |
| 1532, 1544, 1555, 1558, 1567, 1576, 1586 | Hanss II.   | handschriftliche Aufzeichnung aus dem Jahre 1532 Pfarrarchiv Dogern; ZGORh, Band 13, S. 357; GLA 113/158 Teilstück; Jakob Ebner: Geschichte der Ortschaften der Pfarrei Birndorf bei Waldhut am Hochrhein.; ZGORh, Band 31, 1879, S. 180 Urkundennummer 552 | Einungsmeister der Birndorfer Einung. Beteiligung am Bauernkrieg 1525. |
| 1567                                     | Andreas     | ZGORh, Band 31, 1879, S. 180 Urkundennummer 552; ZGORh 11, 478 – Wernet | Vogt von Birkingen und Einungsmeister der Birndorfer Einung.           |
| 1608                                     | Hanss III.  | | Vogt von Birkingen                                                     |
| 1670, 1683                               | Andreas     | Urkunden des Stadtarchivs Laufenburg, S. 199. | Vogt von Birkingen                                                     |
| 1721, 1726, 1728                         | Hans Petter | Quelle: Die Salpeterer, 1867; ZGORh, Band 7, 1856, S. 341, ZGORh, Band 04-NF, 1889 S. N151, Urk. 314 | Vogt von Birkingen                                                     |
| 1751                                     | Michael     | Die Grafschaft Hauenstein in Vorderösterreich | Vogt von Birkingen                                                     |
| 1783                                     | Josef       | | Vogt von Birkingen                                                     |
| 1903                                     | Wilhelm     | Land zwischen Hochrhein und Südschwarzwald, Ausgabe 1999 | Schaffner                                                              |

## Schaffer in Bern

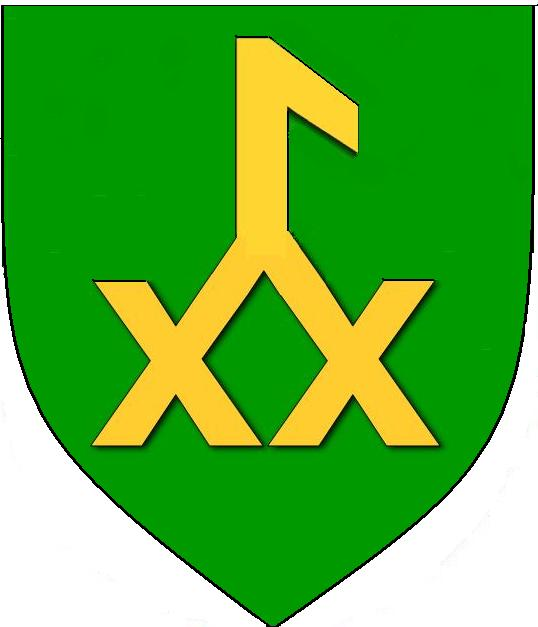
Wappen des Peter Schäfer, Schultheiss zu Büren 1515–1517

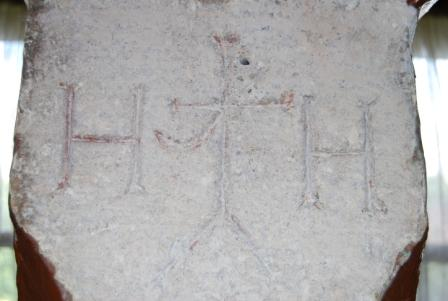
Wappen im spätgotischen Hof in Birkingen

Auch in der Gegend um Bern gab es ein Adelsgeschlecht gleichen Namens. Inwiefern diese beiden Geschlechter miteinander verwandt waren, ist nicht ausreichend erforscht. Dieses Geschlecht hatte neben Besitzungen in Kallnach auch Besitzungen in Kerzers, die Burri Schaffer 1392 dem Kloster Frauenkappelen zum Seelenheil seiner und seiner Familie vermachte. Familienmitglieder dieses Zweiges finden sich in führenden Funktionen, so zum Beispiel im Rat der Stadt Bern (Peter Schaffer im Jahre 1431) und auch in der den adligen vorbehaltenen Berner Zunft zum Distelzwang.

### Urkundliche Erwähnungen Schäfer-Bern
- 1267 – „...Ratelfingen, da denne in Gerhartzmos uf den stein, da denne uf die eyche uf Schaffers achker...“[54]
- 1318 – Agnes Schaffer stiftet den Brüdern des Predigerordens zu Bern ihre Hofstatt zu Bern[55]
- 1355 – Chünzi (wohl Conrad) Schaffer[56]
- 1360 – Peter Schaffer
- 1363 – Jahreszeitstiftung des Berner Bürgers Albrecht Schafer[57]
- 1376 – Diverse Botengänge eines Schaffer nach Aarberg[58]
- 1377 – Zahlung der Stadt Bern für die Miete eines Bootes des Schaffer[59]
- 1377 – Botengang eines Rüdin Schaffer zur Gräfin von Kyburg (Adelsgeschlecht)
- 1380 – Zahlung der Stadt Bern für die Miete eines Bootes des Schaffer[60]
- 1380 – Zahlung der Stadt Bern für Wachdienste „auf dem Wendelstein“[61]
- 1382 – Cuntzman Schaffer, Botengang für die Stadt Bern nach Biel
- 1382 / 1383 – Kurier Peter Schaffer[62]
- 1384 – Schaffer, Wachdienst auf dem Wendelstein[63]
- 1392 – Burri Schaffer aus Kallnach vermacht ein Gut bei Kerzers dem Frauenkloster zu Kappelen zum Seelenheil der Familie[64]
- 1441 – Botengang eines Schaffers von Bern an Wilhelm von Hachberg-Sausenberg
- 1444 – Henslin (Hans) Schaffer[65]
- 1468 – Heinrich Schaffer von Bern[66]
- 1515/1516 – Peter Schaffer, Burger zu Bern, Schultheiss zu Büren – Urfehde[67]

## Bilder
- Erzbischöfliches Ordinariat Freiburg, Peter Trenkle: Der Heilige Bartolomäus im Freiburger Münster nebst Wappen der Familie Geben